# Неравенство Берри — Эссеена
Неравенство Берри — Эссеена — неравенство, позволяющее оценить скорость сходимости суммы независимых случайных величин к случайной величине с нормальным распределением. Сам факт подобной сходимости носит в  теории вероятностей название  центральной предельной теоремы. Это неравенство было независимо выведено Эндрю Берри в 1941 и Карлом-Густавом Эссееном в 1942 годах.

## Формулировка теоремы

### Случай одинаково распределённых величин
Пусть дана бесконечная последовательность {\displaystyle X_{n}} независимых одинаково распределённых случайных величин таких, что {\displaystyle M(X_{n})=0,M(X_{n}^{2})=\sigma ^{2}>0,M(|X_{n}^{3}|)=\rho <\infty }. Обозначим через {\displaystyle F_{n}} распределение суммы вида {\displaystyle \sum _{i=1}^{n}X_{i}/\left(\sigma {\sqrt {n}}\right)}. Тогда для всех {\displaystyle x} и {\displaystyle n}
{\displaystyle \left|F_{n}(x)-{\mathcal {N}}(x)\right|\leq {\frac {C\rho }{\sigma ^{3}{\sqrt {n}}}}},
где {\displaystyle {\mathcal {N}}} обозначает стандартное нормальное распределение, а {\displaystyle C} — это некоторая константа, значение которой продолжает уточняться. По последним данным, {\displaystyle C<0.4784}.

### Разнораспределённые случайные величины
Похожий результат можно получить и в случае, когда слагаемые распределены различно. Пусть {\displaystyle X_{k}} — это независимые случайные величины, {\displaystyle M(X_{k})=0,M(X_{k}^{2})=\sigma _{k}^{2},M(|X_{k}^{3}|)=\rho _{k}}. Введём обозначения: {\displaystyle s_{n}^{2}=\sum _{i=1}^{n}\sigma _{i}^{2},r_{n}=\sum _{i=1}^{n}\rho _{i}}. Обозначим через {\displaystyle F_{n}} распределение случайной величины вида {\displaystyle \sum _{i=1}^{n}X_{i}/s_{n}}. Тогда для всех {\displaystyle x} и {\displaystyle n}
{\displaystyle \left|F_{n}(x)-{\mathcal {N}}(x)\right|\leq C{\frac {r_{n}}{s_{n}^{3}}}}.